# Mabel Palacín Lahoz
Mabel Palacín Lahoz (Barcelona, 1965) és una artista catalana multidisciplinària. Es va llicenciar en Història de l'Art i Belles Arts a la Universitat de Barcelona, especialitzant-se en Cinema, Fotografia i Vídeo, i és coneguda per haver realitzat tota mena de fotografies, vídeos i instal·lacions. Va completar la seva formació a l'ENSBA de París. El 2011 fou la representant de Catalunya i les Illes Balears a la Biennal de Venècia.

## Obra
Palacín analitza la relació que mantenen les persones amb les imatges i com aquestes interaccionen amb la realitat, mediatitzada.

### Obres destacades
- Projecte 180° 2011[4]
- Una nit sense fi 2006 - 2008
- La distància correcta 2002 - 2003
- Un/Balanced 2001 - 2005
- Sur l'Autoroute 1998 - 1999

### Exposicions rellevants
Palacín ha exposat els seus treballs a diversos museus del món, com:
- Salvador Dalí Museum, Florida
- Museu col·lecció Berardo, Lisboa[6]
- Museu de l'Empordà, Figueres (Alt Empordà)
- Casino Luxembourg Fòrum d'Art Contemporain, Luxemburg
- OK Center, Linz
- MACBA, Barcelona
- Museu Patio Herreriano, Valladolid
- Künstlerhaus Palais Thurn und Taxis, Bregenz
- Reykjavik Art Museum
- Kunstbunker Tumulka de Múnic
- Kwangju Biennale, Norwich Gallery, Norwich
- Centre d'Art Santa Mònica, Barcelona
- MUA d'Alacant
- Lothar Albrecht Galerie a Frankfurt[1]